# Torill Ø. Hanssen
Torill Øyunn Hanssen (nascida a 22 de setembro de 1955) é uma política norueguesa do Partido do Progresso.
Ela serviu como vice-representante no Parlamento da Noruega por Nordland durante os mandatos 1989-1993, 2001-2005 e 2005-2009. No total, ela reuniu-se durante 125 dias de sessão parlamentar. De Mo i Rana, ela serviu no conselho municipal e depois no conselho do condado de Nordland a partir de 2001.